# Ніндзя

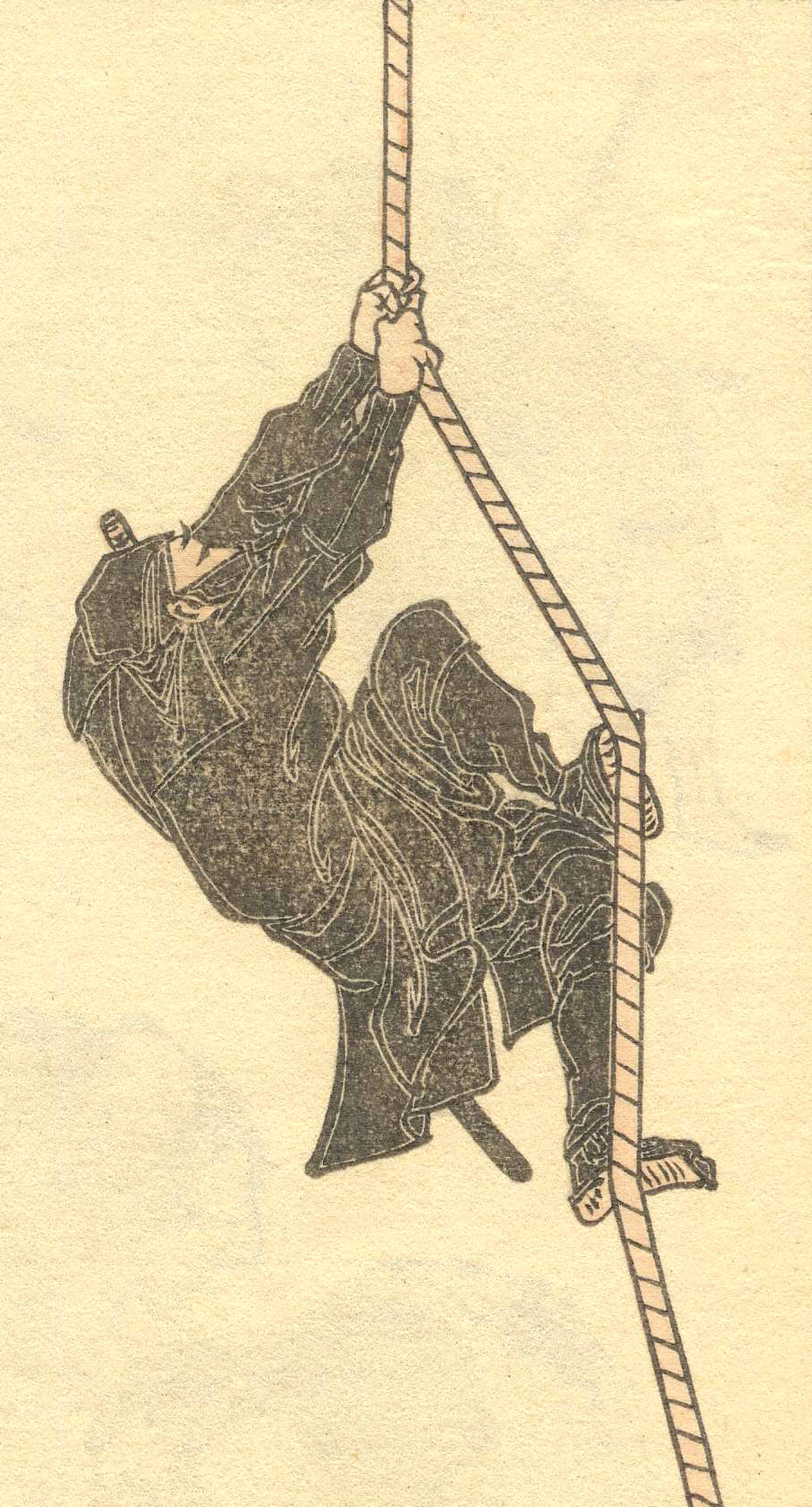
Зображення ніндзя, 1817

Ієрогліф, що означає «ніндзя»

Ні́ндзя, або шіно́бі (яп. 忍者,　にんじゃ, «той, хто прокрадається») — шпигуни, наймані вбивці, диверсанти в Японії XIII—XIX століття. У середньовіччі існували як члени самоврядних конфедерацій дрібної самурайської та сільської знаті за рахунок найму або традиційної підтримки того чи іншого володаря. У XVII—XIX століттях складали окремий клас військової верстви. Володіли спеціальною технікою бою ніндзюцу та використовували спеціальне обладнання нінґу (忍具 — «обладнання для прокрадання»). Мали знання в галузях військової справи, хімії, ботаніки. Найвідомішими були представники конфедерацій Іґи та Коґи, що заснували власні школи бойових мистецтв. У сьогунаті Токуґава з їхніх представників були сформовані спецпідрозділи — Іґівська та Коґівська сотні.

## Назви
- Шіно́бі (忍び — «шпигун»)
- Ра́ппа (乱破 — «громило»)
- Су́ппа (素破・透破 — «крадій»)
- Куноічі — жінка-агент (くノ一 — складові елементи ієрогліфа жінка «女»).

## Історія
Походження нінджя остаточно не встановлено. Імовірно, їхніми попередниками були наймані знаттю X—XII століть диверсанти, яким доручалися завдання, що вважалися недостойними для самураїв. У XII столітті вони сформували ряд центрів, що були розкидані по всій Японії. Особливо відомими стали організації в районах Іґа (суч. префектура Міє) та Коґа (суч. префектура Шіґа. У часи шьоґунату Камакура(1195—1333) групи нінджя мали значні земельні володіння і були економічно незалежними. Проте з кінця XIV століття, коли традиційна система землеволодіння занепала і стартувало століття міжусобиць, вони почали відчувати фінансову скруту. Місцеві володарі підтримали сусідніх нінджя, перетворивши їх на власні розвідні підрозділи.
Більш-менш вивченою є система організації нінджя з провінції Іґа (друга половина XV ст.). Її керівний апарат складали три роди «вищих шпигунів» — Фуджібаяші, Момочі та Хатторі. Організація мала декілька десятків родів «нижчої» ланки. Незважаючи на авторитет її голів, усі рішення приймалися на радах колективно — за участі представників кожної родини.
Головним зовнішнім ворогом нінджя з Іґа того періоду був Ода Нобунаґа. Вони неодноразово брали участь у секретних операціях і відкритих битвах проти нього. Перше вторгнення військ противника до внутрішніх земель організації (1579) під керівництвом другого сина Нобунаґи, Оди Нобуо, закінчилось повним розгромом нападників. Однак другий похід, яким командував Ода Нобунаґа (1581), знищив місцевих нінджя. Лише одна сотня вцілілих диверсантів змогла втекти до провінції Кії (суч. префектура Вакаяма).
Після загибелі Нобунаґи рештки членів секретної організації були найняті Токуґавою Ієясу. За їхньої допомоги йому вдалося об'єднати «Піднебесну» і зайняти посаду сьоґуна. Нінджя обіймали в сьогунаті Токуґави (1603–1867) посади вартових, поліцейських та «державних» шпигунів.

## Методи роботи
Традиції ніндзя передавалися від батька до сина чи від учителя до учня, що часто були родичами. Навчання починалося в дитинстві та, як і для самураїв, передбачало оволодіння мечем, стрільбою з лука, верховою їздою. Також нінджя володіли знанням отрут, приготуванням вибухівки, слідопитством, навичками виживання, боротьби без зброї та видирання на стіни. Цінувалися вміння читати, писати і малювати. Проте з XVI століття, через занепад кланів нінджя, поширилася практика найму дорослих. У нінджя виховувалося нехтування загрозою смерті та готовність накласти на себе руки у разі провалу операції. Зазвичай нінджя діяли поодинці, але подолання стін чи укріплень часто передбачало допомогу інших. Типовими завданнями нінджя були розвідка розташування ворожих сил, таємне проникнення на ворожу територію з метою шпигунства чи вбивства високопоставлених осіб, дезорганізація ворога при штурмі укріплень, вбивство командувачів ворожих сил на полі бою.
Традиційне зображення нінджя в чорному одязі має два джерела: ілюстрації XIX століття та японський театр, де актор у чорному вбранні зображав невідомого вбивцю чи силу. Вважається, що нінджя справді використовували подібний одяг для маскування під час нічних операцій. Він складався зі штанів, заправленої в них куртки без зав'язок (щоб не зачіплятися за виступи), гетрів і табі — шкарпеток із відділеним великим пальцем і укріпленими підошвами для зручності лазіння, або вараджі — солом'яних сандалів. Під куртку надягалася сорочка з поясом, а на голову — щільний каптур, який закривав більшу частину обличчя. У денний час нінджя одягалися так, щоб не вирізнятися із середовища, в якому діяли. Наприклад, вдавали селян або мандрівних монахів ямабуші. Образ селянина дозволяв тримати при собі зброю, замасковану під знаряддя на кшталт звичайних серпів або ціпів. Одяг ямабуші дозволяв проникати в будинки знаті, оскільки монахів часто запрошували для здійснення обрядів, а їхні головні убори приховували обличчя. Крім того, ніндзя прикривалися образом мандрівних танцівників сураґоку. Відомо про носіння ними під одягом легкого обладунку з металевих пластин.
Під час виконання завдань нінджя, окрім зброї, могли мати з собою отрути, протиотрути та запас харчів. Також відомо про розкладні човни та спеціальне взуття з дуже широкою підошвою — мізуґумо, що, за описами, нібито дозволяло нінджя ходити по воді. Для видирання на стіни слугували «кішки» — пластини із 2-4 гаками та тонким тросом, що кріпилися на долоні та ступні, а також мотузяні драбини з бамбуковими планками. Крім того, екіпіровка могла містити розкладну пилку хамаґорі, якою пропилювалися дошки в дерев'яних конструкціях, спеціальну вилку цубокірі для розсовування дощечок, долото кунаї для пробивання стін, слухову трубку саото хакіґане. Із хронік відомі, хоча їх реальність ставиться під сумнів, повітряні змії, на яких нінджя могли злітати для спостереження за ворожими фортецями, та навіть скидувати за стіни вибухівки. За потреби захопити ціль живою, ніндзя застосовували мотузки та вузли із особливими схемами зв'язування.
Ніндзя користувалися водонепроникними футлярами для пороху або трута учітаке, виготовленими з лакованого бамбукового стебла. Рушник санджяку тенґуй, крім прямого використання, міг слугувати перев'язувальним матеріалом. Дерев'яний контейнер інро з кількома відділеннями застосовувався як аптечка, у ньому трималися ліки та отрути з протиотрутами. Пенал секі-хіцу містив папір і знаряддя для письма, щоб писати листи або замальовувати плани розташування ворожих сил.
Житла нінджя іноді обладнувалися пастками, прихованими виходами і сховками. Села, де вони проживали, мали укріплення та вигідне оборонне розташування.

## Зброя
Основною зброєю ніндзя був меч з коротким прямими клинком, який носився за спиною. Поширена зброя нінджя — це кусаріґама, серп на ланцюгу, що з іншого боку був обладнаний гирею. Ним можна було як атакувати ворога, так і виривати з рук зброю. Також використовувалися металічні кастети або кігті текаґі. При собі нінджя тримали дрібні метальні клинки сюрикени і шипи тецу-біші, які розкидалися по землі, перешкоджаючи переслідувачам. Ніндзя володіли дрібними бомбами, які поширювали дим чи сморід, розкидали залізні й керамічні осколки чи приголомшували шумом. Бомби бували у м'якій (паперовій чи тканинній) оболонці та твердій (керамічній або залізній). Запалювальна суміш та ґніт для них зберігались у водонепроникному лакованому футлярі. Крім тогоЮ відомі унікальні зразки озброєння, такі як розсувний спис чи своєрідний вогнемет.

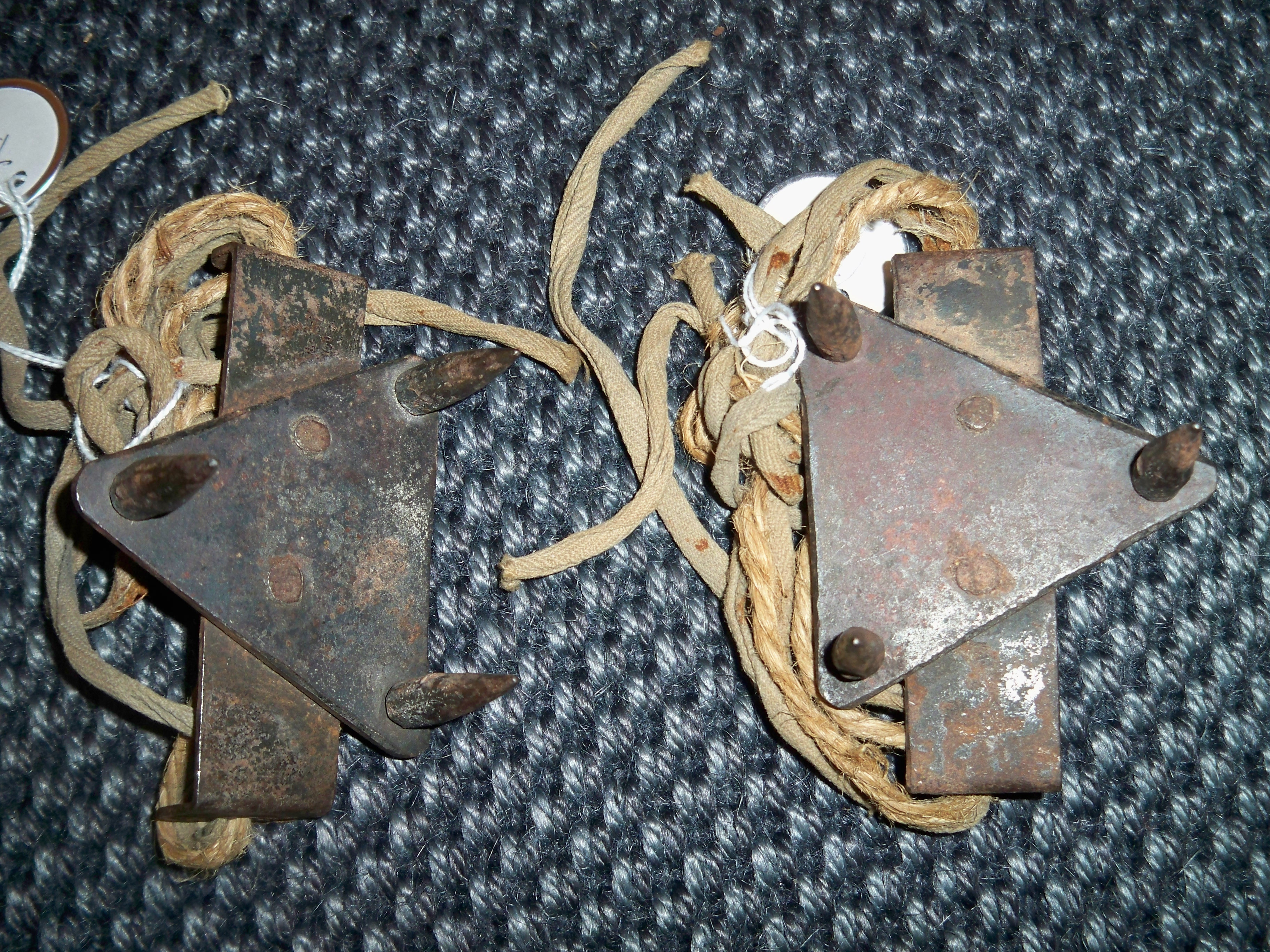
Наручні «Кішки»
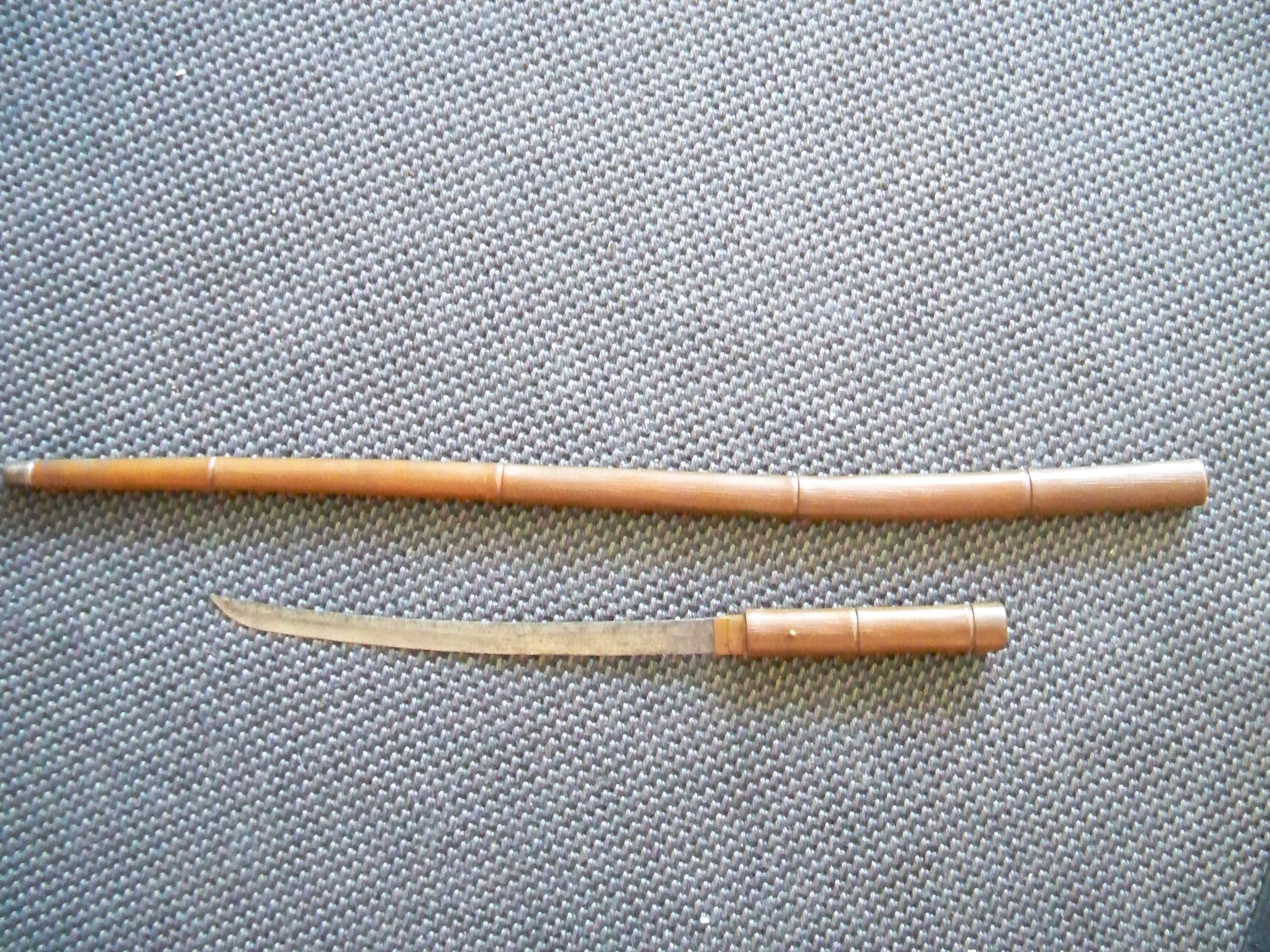
Прихований клинок шікомізуе
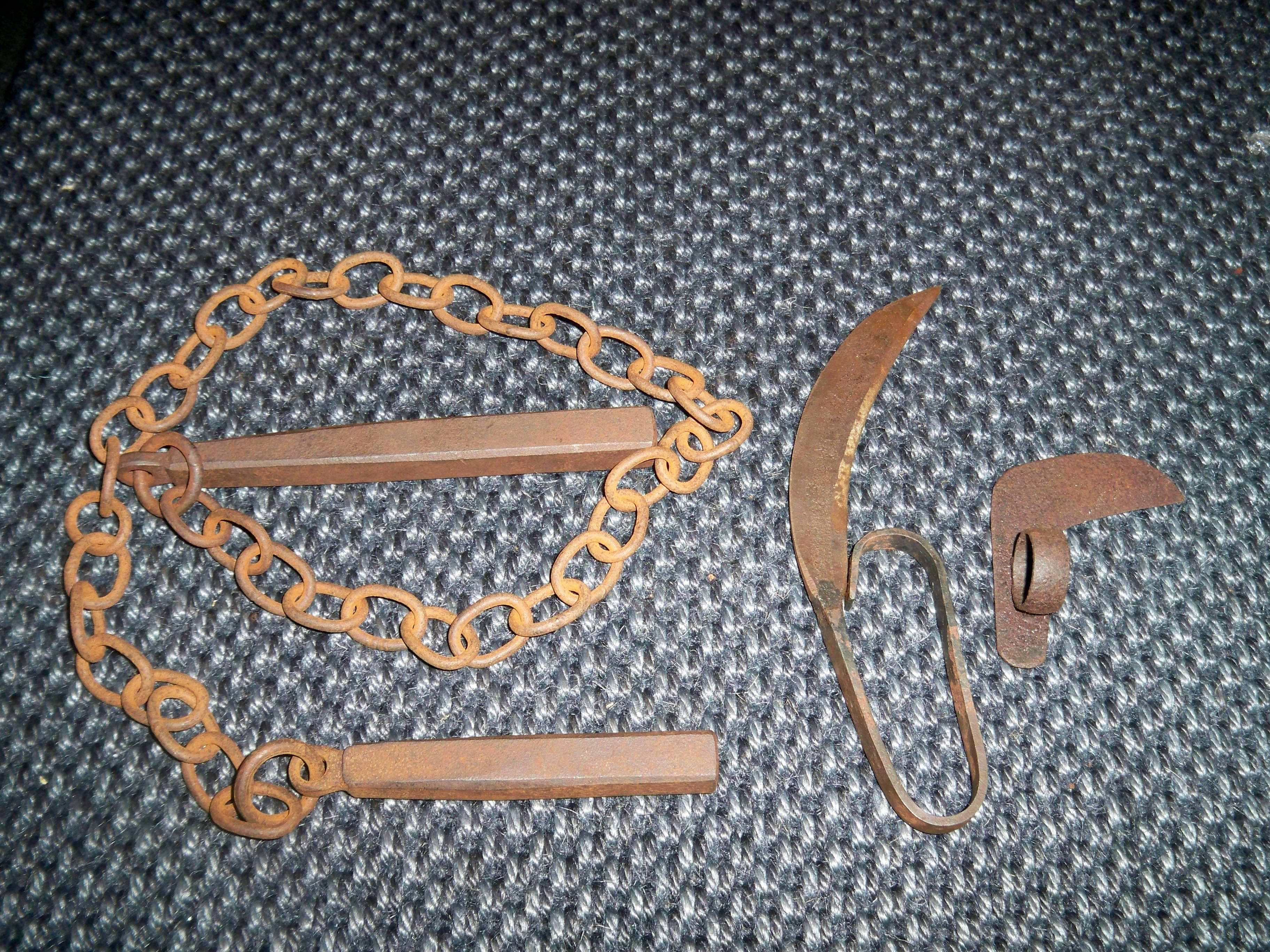
Ціп і серпи
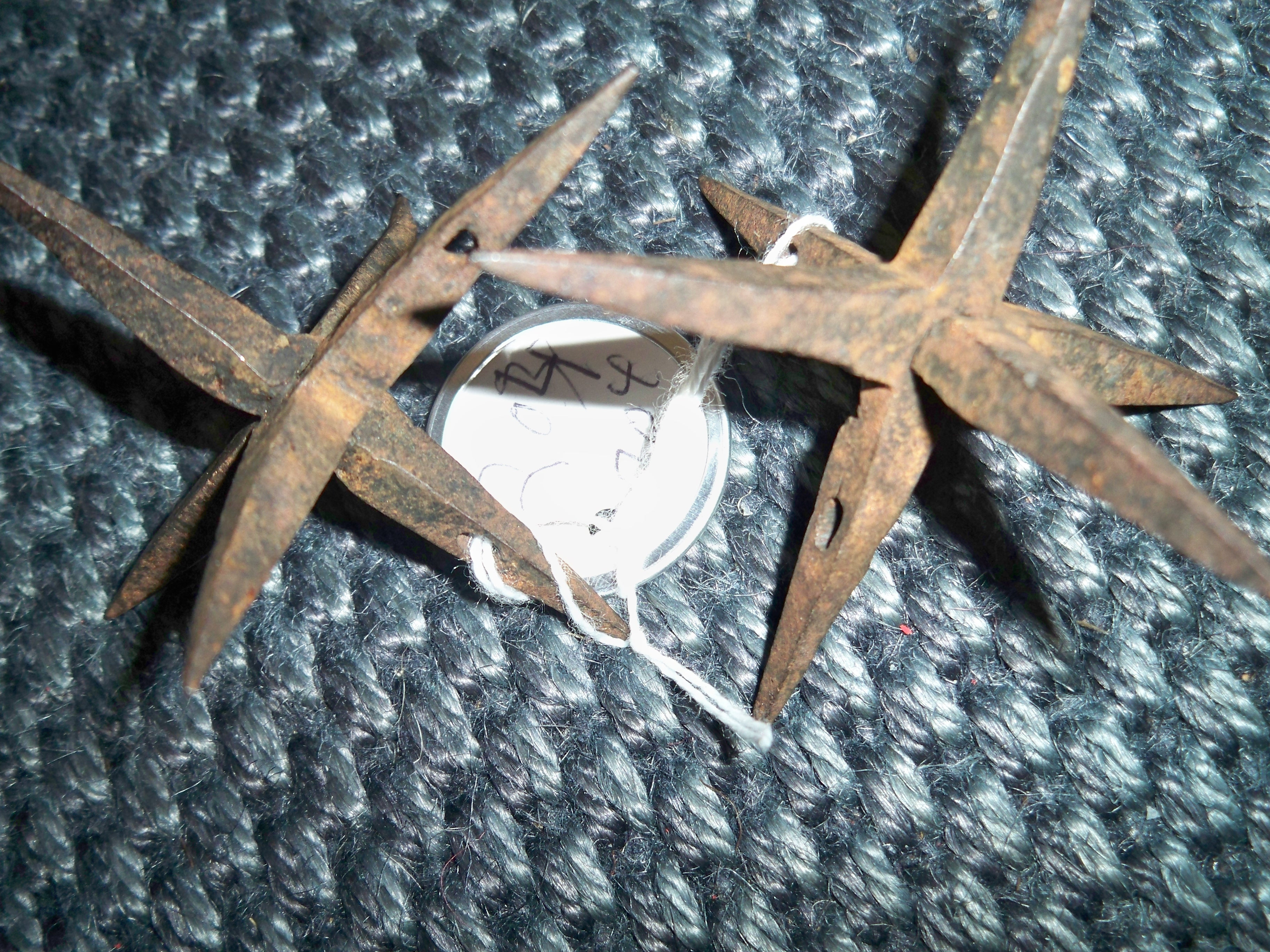
Тецу-біші
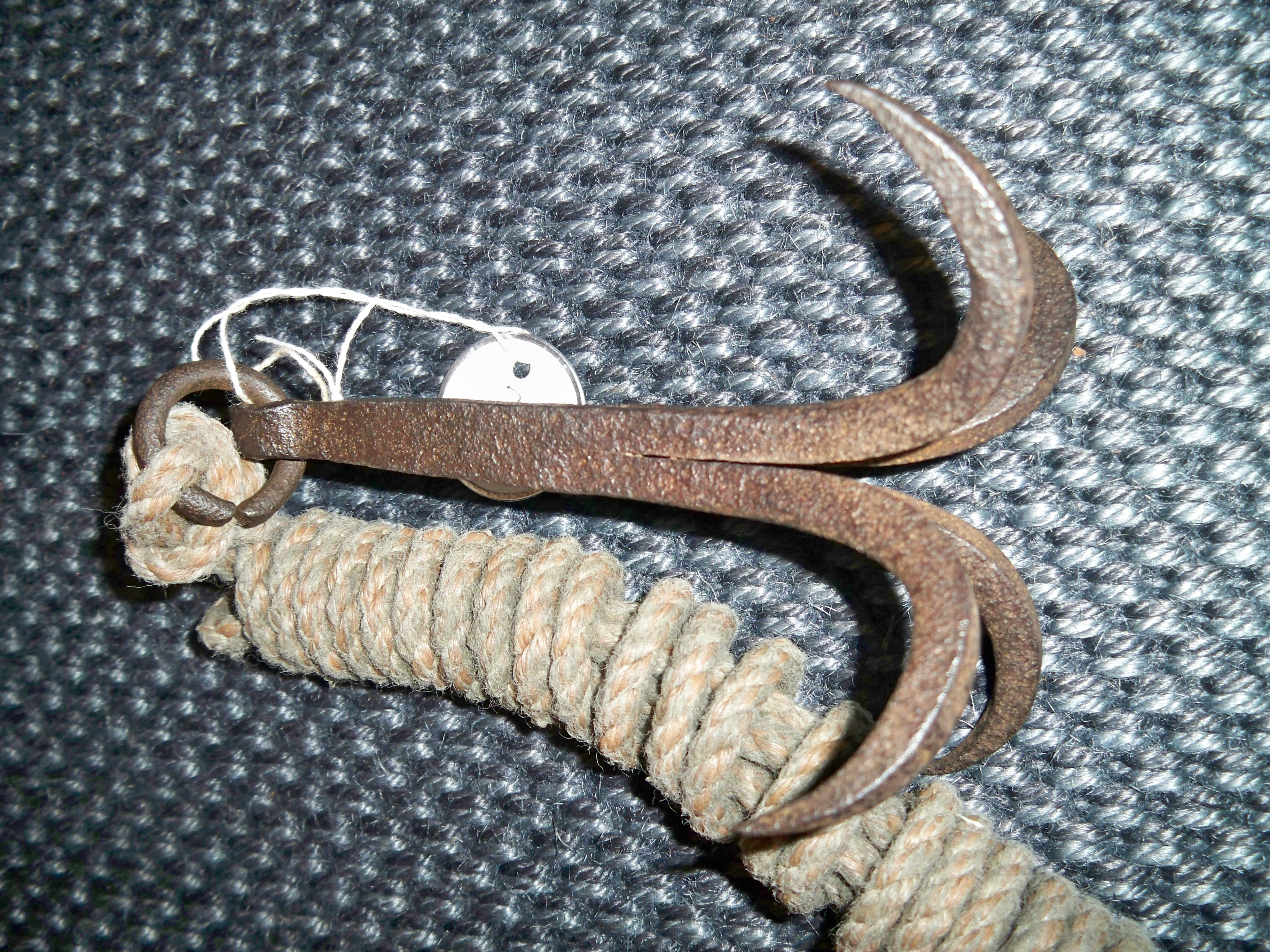
«Кішка» на тросі
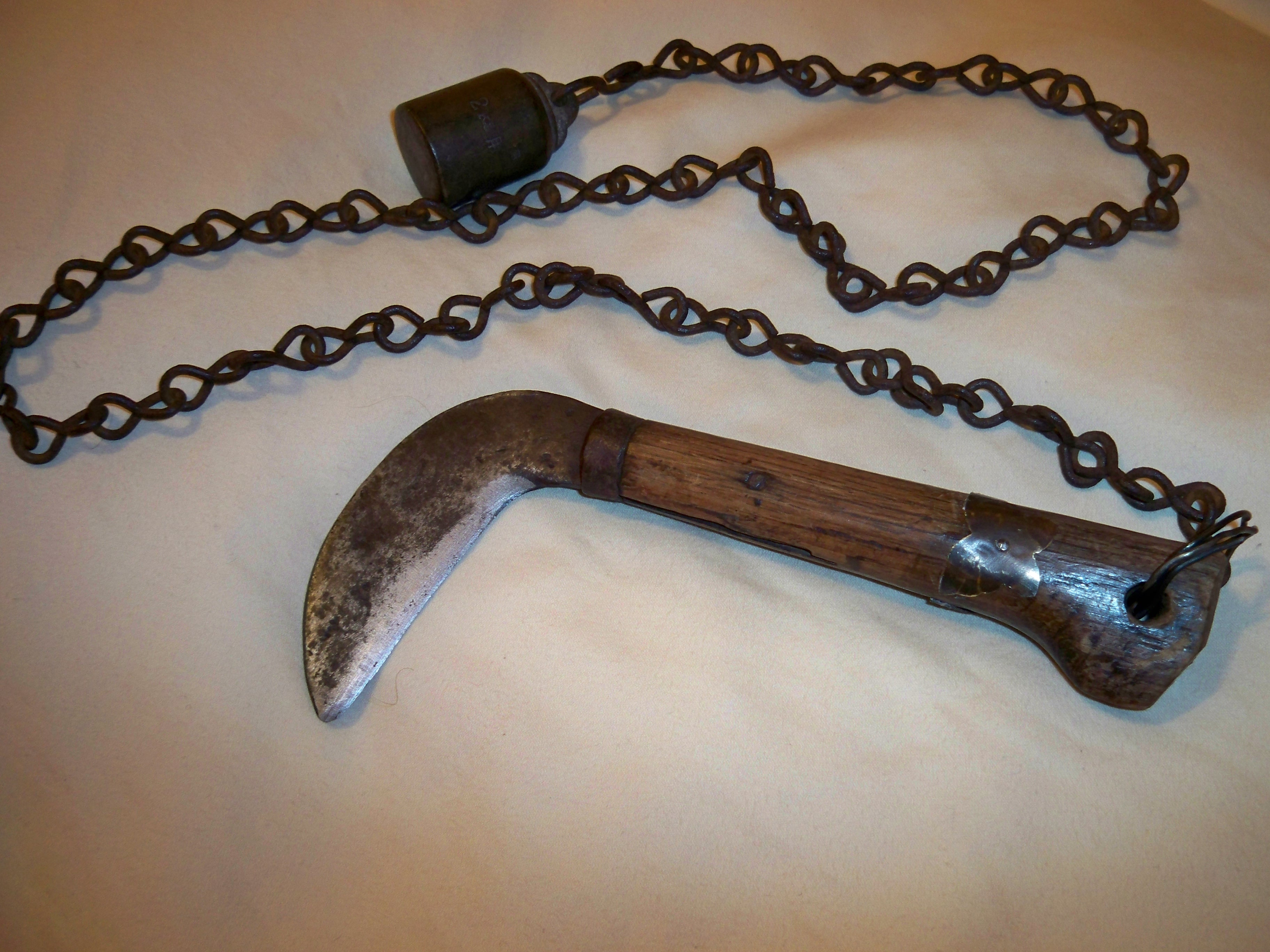
Кусаріґама
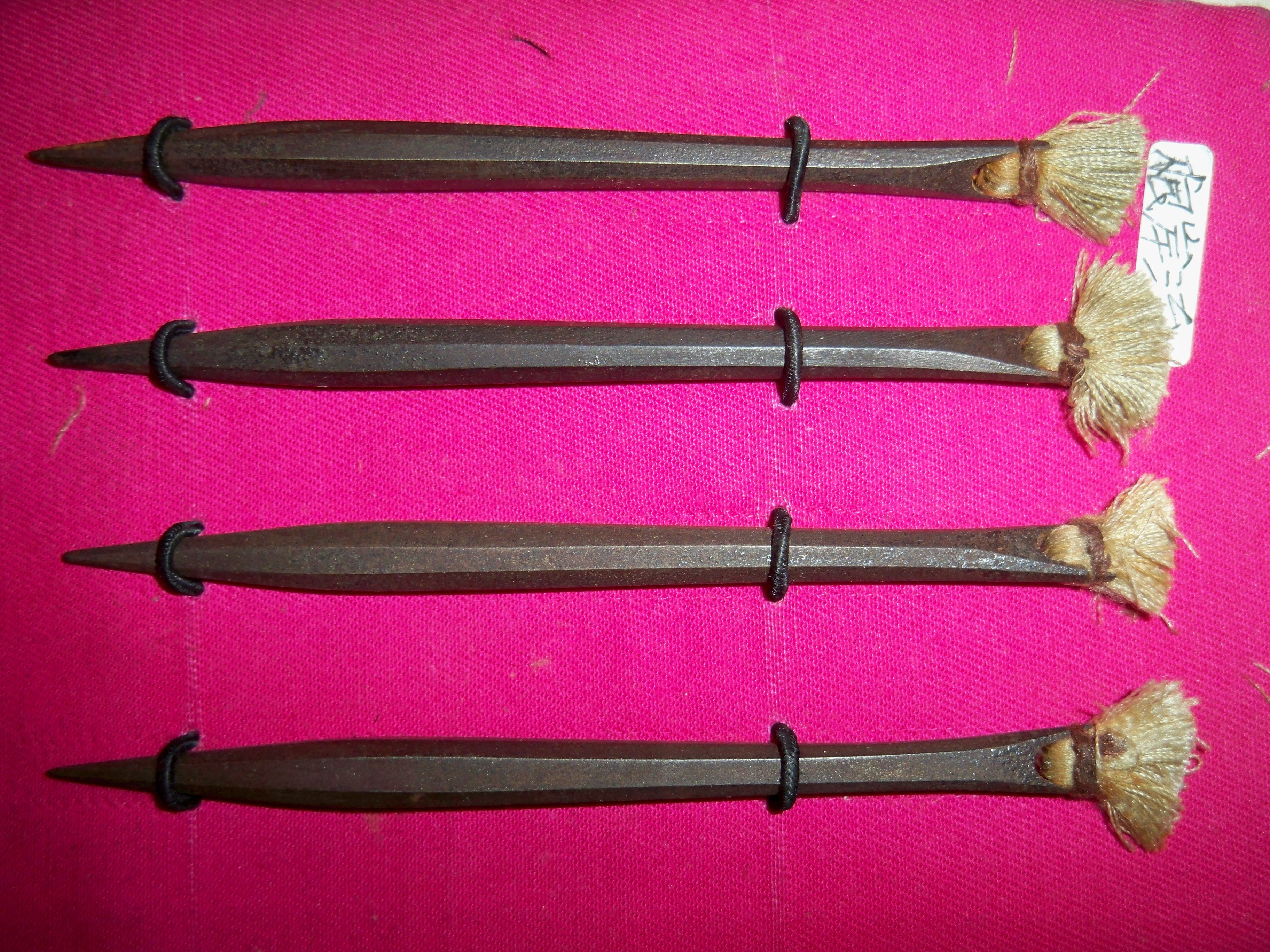
Стрілоподібні шюрикени

## Ніндзя у масовій культурі

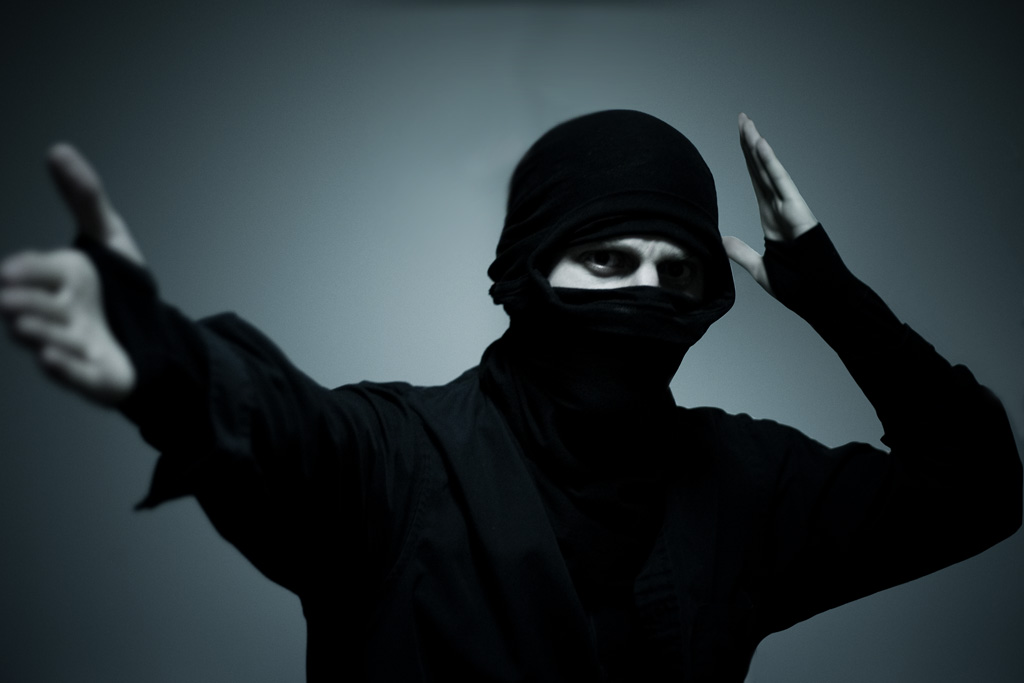
Стереотипний нінджя

Ще за феодалізму в Японії ніндзя приписувалися надприродні можливості на кшталт ставати невидимими, літати, змінювати свою подобу. Після громадянської війни періоду Намбокучьо ніндзя стали частими персонажами легенд як герої, що боролися на боці тієї чи іншої династії.
Поява інтересу до нінджя на Заході пов'язується з проведенням Літньої Олімпіади у Токіо у 1964 році. Образ ніндзя популяризував фільм про Джеймса Бонда «Живеш тільки двічі» (1967). У 1980-90-ті на Заході нінджя стали зображатися в коміксах, фільмах, відеоіграх, як адепти особливої школи бойових мистецтв. Зокрема в коміксах «Черепашки-ніндзя», фільмах «Три ніндзя», «Ніндзя-серфери», «Ніндзя з Беверлі Хіллз», в іграх серії Mortal Kombat.
В Японії тематика нінджя є важливою складовою туризму, діють тематичні розважальні парки, ресторани, музеї та пам'ятні місця, присвячені ніндзя.

## Вивчення культури ніндзя
У червні 2020 року Міеський університет став першим навчальним закладом, який присудив ступінь магістра за вивчення ніндзя: його здобув 45-річний аспірант Дзенічі Міцухаші з Міжнародного дослідницького центру нінджя при університеті. Темою дисертації стало управління лісовим господарством у провінції Іґа, що провадила громада нінджя у XVII-XIX століттях.